# Megmentettem az életemet
A Megmentettem az életemet (Comme un cheveu sur la soupe) 1957-ben bemutatott francia, fekete-fehér filmvígjáték. Főszereplő Louis de Funès, akinek ez volt az első főszerepe.

## Cselekmény
Párizs, az 1950-es évek második fele.
Pierre Cousin (Louis de Funès) zeneszerzőnek két nagy problémája van. Egyrészt nem képes befutni, másrészt reménytelenül szerelmes, ezért elhatározza, hogy végez magával. Mindent előkészít, a lakásában lévő zongorán mély átéléssel Chopin Gyászindulóját játssza, majd pár csepp mérget vesz be néhány pohár pezsgővel. Hogy megadja a módját, még virágot is hozat, amit a saját mellére tesz az ágyon, biztonság kedvéért kinyitja a gázcsapot is, majd várja a véget. Amikor a barátnőjétől üzenet érkezik, felugrik, gyorsan megiszik egy üveg tejet, amit a szállásadónőjétől kér kölcsön, hogy közömbösítse a méreg hatását és elrohan. Amikor megérkezik a barátnőjéhez, az összekötözve átadja neki régi szerelmes leveleit, majd az új udvarlóját fogadja.
Pierre bánatában ismét meg akarja ölni magát, ezért a rakpartra megy éjszaka, a derékszíjához egy nehéz vasmacskát rögzít, azzal akar a Szajnába ugrani. Mielőtt ez megtörténne, közvetlenül mellette egy ballonkabátos fiatal nő a vízbe veti magát. Ő Caroline,a sikertelenség miatt meghalni vágyó énekesnő. Pierre gyorsan kicsatolja a derékszíját és kimenti a nőt.
A mentés után fel kell venni a jegyzőkönyvet az esetről. Pierre a rendőrőrszobán megszárítja a nadrágját, egy jólelkű rendőr odaadja neki a nadrágszíját is. Megismerkedik egy az ápolókat váró szökött elmeápolttal, aki szerint Pierre száz évig fog élni, úgy kell majd agyoncsapni. Innen jön az ötlete, ha nem tud magával végezni, szakemberekre kell bízni a dolgot. Gyanús kocsmákban és bárokban ténfereg és az alvilágot keresi, ám valahogy nehezen találja. Az első bűnbanda szó nélkül kihajítja a kocsijukból, egy nagymenő gengszter azzal küldi el, hogy ő csak becsületből öl és nem pénzért. Pierre erre pofon üti, de mivel egy senki, még ez is kevés a megöléséhez.
Végül talál egy nagyon lírai lelkű és muzikális gyilkost, akivel azonban nem tud megegyezni az árban és az időben. A gyilkos közli vele, nála szabott árak vannak, a munkákat meg be kell osztani. Ha nem felel meg és fusi munkával is beéri, menjen egy nagy céghez, ő azonban minőségi és mérték után munkát végez, ő egy kisiparos. Azért közli vele, mivel Pierre nagyon szimpatikus neki, ha jobban összeismerkednek, ingyen is vállalja a megölését; majd elmegy. Ekkor egy szelíd arcú fiatalember szólítja meg, ő Amédée, a bérgyilkos. Közli minden hallott, olcsón vállalja az ügyet, csak némi előleget kér, majd váratlanul fog lecsapni, ebben maradnak.
Ezalatt két rámenős újságíró felkapja az öngyilkosságot tervező sikertelen zeneszerző és az általa megmentett, szintén öngyilkosságot tervező énekesnő történetét. Cikket jelentetnek meg, beviszik őket a tévébe, napokon belül mindketten ismertek és híresek lesznek, szerződést kapnak a Szép élet (La belle vie) mulatóba, tetejébe szerelembe is esnek egymással. Már semmi ok az öngyilkosságra, ám a tévében meglátja őket a nagymenő gengszter. Pierre immár nem senki, elégtételt lehet venni rajta a pofonért, irány a Szép élet mulató, ahol Pierre esténként zongorázik. A muzikális gengszter is látja az tévéelőadást, ő is megy a Szép életbe, persze nem megölni, hanem a szép zenéért tiszteletét tenni.
A harmadik gyilkos Amédée úr. Róla kiderül, csak egy sikkasztó bankpénztáros, akinek azonnal pénzre volt szüksége, ezért mondta magát gyilkosnak, valójában a légynek sem tud ártani. Mivel nyert egy nagyobb összeget a lóversenyen, meg akarja keresni Pierre-t, hogy visszaadja az előleget. A lakásán próbálja meg felkeresni, amikor Pierre megtudja, hogy kereste, azonnal megszökik otthonról. A városban mindenhol Amédé urat vélni látni. Éjszakai bolyongása közben összeakad az ismét megszökött elmebeteg úrral, aki meghívja magához a kastélyába (amiről utóbb kiderül, valójában a bolondokháza). Pierre zavaros története a gyilkosságokról, televíziós sugárzásról elég ahhoz, hogy bolondnak véljék és éjszakára ott fogják.
Másnap a kiadója megy érte a bolondokházába, viszi a televízióba, majd onnan este mennek a Szép élet mulatóba, ott azonban mindenki összefut. Míg a vendégek tüzes rock and rollt járnak, a két gengszter és bandája félreértésből összeverekednek, a humoros tömegverekedés után a fél mulatóba romokban hever. Ő és Caroline az asztalok alatt menekülnek, de Pierre a verekedés után az elismeréseket már a kórházban, alul-felül begipszelve várja. Egy biztos, Caroline megmentésével megmentette a saját életét is.

## Szereplők
| Szereplő                                | Színész            | Magyar hang                   | Leírás |
| --------------------------------------- | ------------------ | ----------------------------- | --- |
| Pierre Cousin                           | Louis de Funès     | Harkányi Endre                | a magánéletében és szakmailag sikertelen könnyűzenei zeneszerző. |
| Caroline Clément                        | Noëlle Adam        | Borbás Gabi                   | fiatal, sikertelen énekesnő, aki öngyilkos akar lenni. Pierre Cousin kimenti a vízből.                                                                                       |
| Amédée                                  | Jacques Jouanneau  | Zana József                   | banki alkalmazott, szeret lóversenyre járni és az ott elvesztett pénzt a bankból sikkasztja el. Pénzért és színleg elvállalja Pierre Cousin megölését, amikor az megkéri rá. |
| Tony                                    | Robert Manuel      | Szigeti András                | zeneszerető gengszter. |
| Angelo                                  | Christian Méry     | Tahi Tóth László              | panaszkodó gengszter. |
| Juliette                                | Nadine Tallier     | Faluhelyi Magda               | a „La belle vie” mulató háziasszonya. |
| Szenzációhajhász újságíró               | Christian Duvaleix | Ujréti László                 | szenzációkra vadászó újságíró. |
| Fotós                                   | Louis Massy        | Koroknay Géza                 | az újságíróval együtt dolgozik. |
| Ferdinand Boutiller                     | Léo Campion        | Velenczey István              | vállalkozó, lemezkiadó. |
| Rendőrparancsnok                        | Pierre Stephen     | Fillár István                 | a rendőr kapitányság parancsnoka. |
| Portás                                  | Eddy Rasimi        | ?                             | a „La belle vie” mulatónál. |
| Julie asszony                           | Simone Berthier    | Czigány Judit                 | Pierre Cousin szállásadónője. |
| Bankár                                  | Hubert Deschamps   | Verebes Károly                | bankigazgató, Amédée úr főnöke. |
| Direktor                                | Géo Dorlis         | ?                             | a „La belle vie” mulató igazgatója. |
| Gázóra leolvasó                         | Albert Michel      | Kun Vilmos                    | gázóra leolvasó Pierre Cousin szállásán. |
| Rendőr                                  | Roger Saget        | Versényi László               | rendőr, aki Pierre Cousinnak adja a saját nadrágszíját. |
| Emile                                   | Pierre Tornade     | ?                             | főpincér a mulatóban. |
| Elmebeteg jós                           | Étienne Decroux    | Surányi Imre                  | kissé lökött asztrológus és sorselemző. |
| Újságíró                                | Jean-Pierre Cassel | ?                             | – |
| Wanda                                   | Danièle Lamar      | Földessy Margit               | Pierre Cousin volt barátnője, aki miatt Pierre öngyilkos akar lenni. |
| Dobos a mulatóban                       | Moustache          | Képessy József                | zenekari dobos a mulatóban, amikor verekedés tör ki, több tárgyat hozzávágnak, de ő rendületlenül játszik.                                                                   |
| Wanda barátja                           | Gib Grossac        | Szabó Ottó                    | – |
| Orvos a rendőrőrszobán                  | Robert Le Béal     | ?                             | – |
| Angelo társa                            | Jean-Marie Rivière | ?                             | – |
| Csomagkihordó                           | Paul Bisciglia     | ?                             | csomagkihordó, aki a virágot hozza Pierre-nek. |
| Színházi jegyszedő a 'Halál árnyékában' | ?                  | Miklósy György                | – |
| Színházi jegyszedő                      | ?                  | Buss Gyula                    | – |
| Gengszter                               | ?                  | Dobránszky Zoltán             | – |
| Öltöztetőnő                             | ?                  | Győri Ilona                   | – |
| Megvert férfi a rendőrségen             | ?                  | Komlós András                 | – |
| Elmeápolók                              | ?                  | Cs. Németh Lajos Horkai János | – |

## Díjak, jelölések
- 1957, „a nevetés nagydíja” (Prix record du monde de rire)

## Érdekesség
- Louis de Funès első főszerepe
- Noëlle Adam színésznő első filmszerepe
- A film francia címének jelentése magyarul kb. „mint a levesben lévő hajszál”

## Fordítás
Ez a szócikk részben vagy egészben  a   Comme un cheveu sur la soupe című francia Wikipédia-szócikk fordításán alapul.  Az eredeti cikk szerkesztőit annak laptörténete sorolja fel. Ez a jelzés csupán a megfogalmazás eredetét és a szerzői jogokat jelzi, nem szolgál a cikkben szereplő információk forrásmegjelöléseként.